# Chiesa di San Giovanni Battista (Renon)
La chiesa di San Giovanni Battista, o di San Giovanni am Kofl (in tedesco St. Johann am Kofl), è una chiesa cattolica situata nel comune di Renon, in provincia di Bolzano; è sussidiaria della parrocchiale di San Pietro di Vanga e fa parte della diocesi di Bolzano-Bressanone.

## Storia

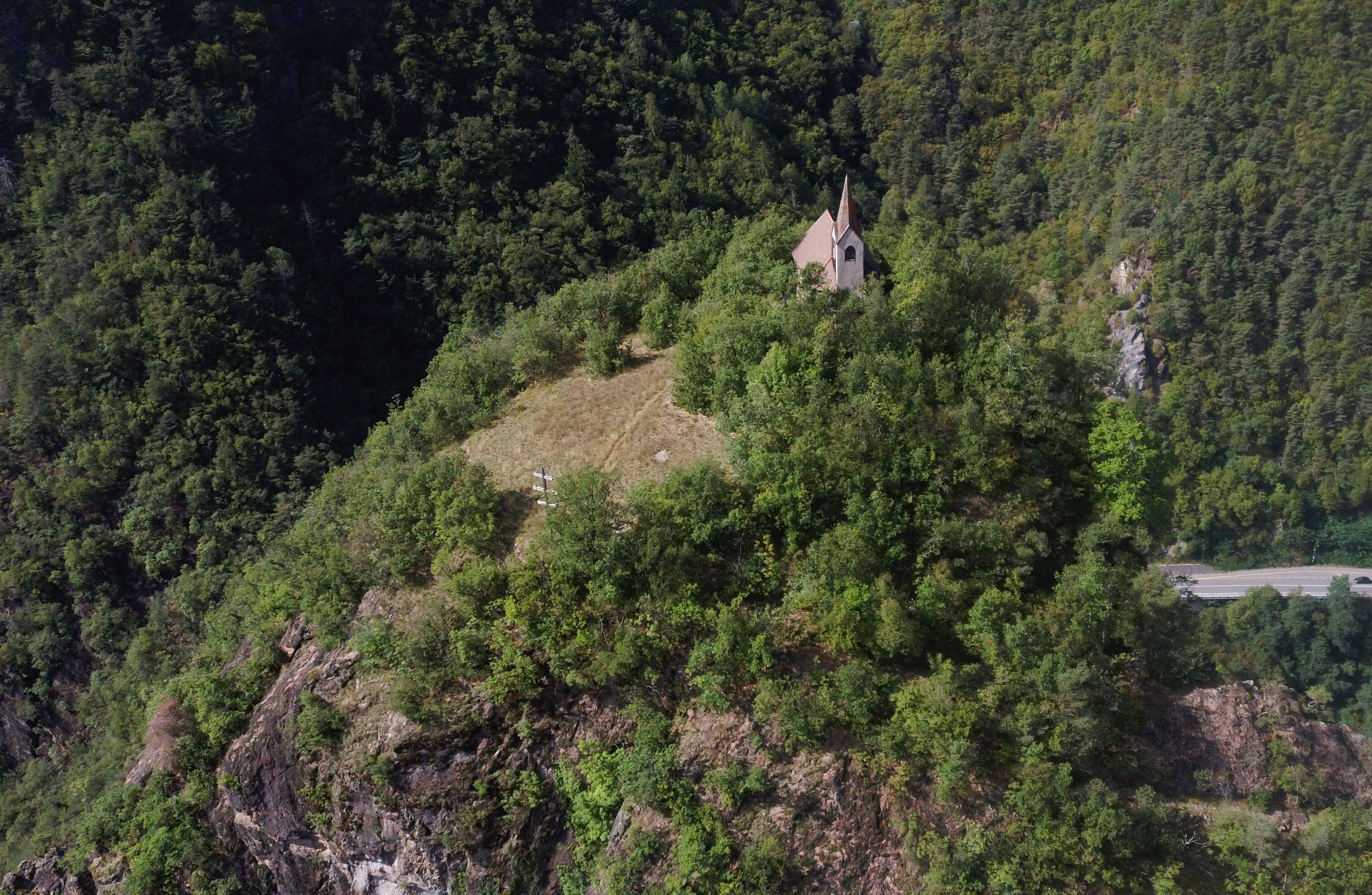
La chiesa sul Monte San Giovanni

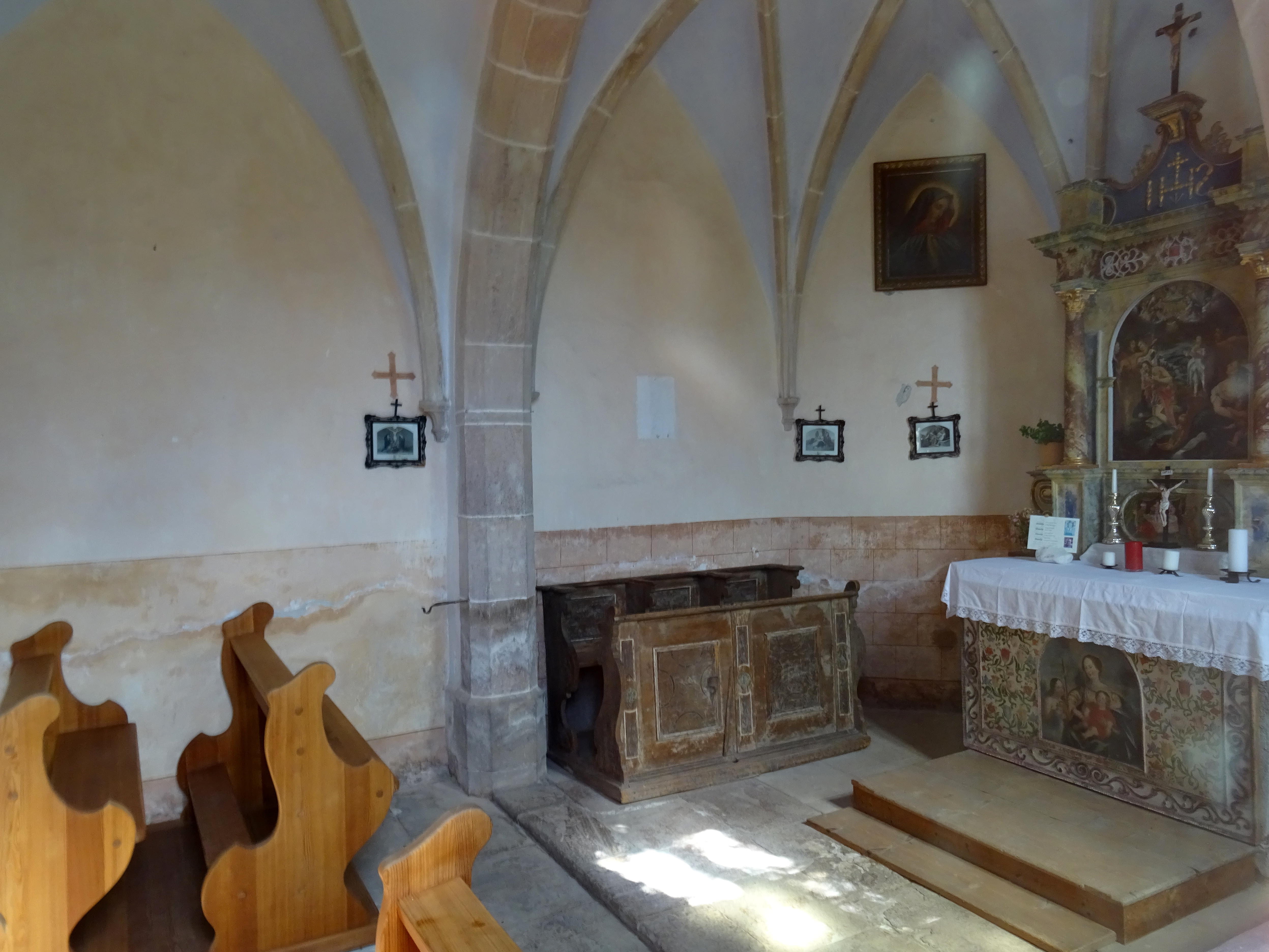
Interno

La prima citazione documentale di questa chiesa è del 1444, ma la fondazione è certamente più antica. Essa venne ricostruita intorno al 1519 e consacrata nel 1529; si ritiene che il costruttore sia lo stesso che si occupò della chiesa di San Vigilio a Vanga, con la quale vi sono evidenti somiglianze architettoniche.

## Descrizione

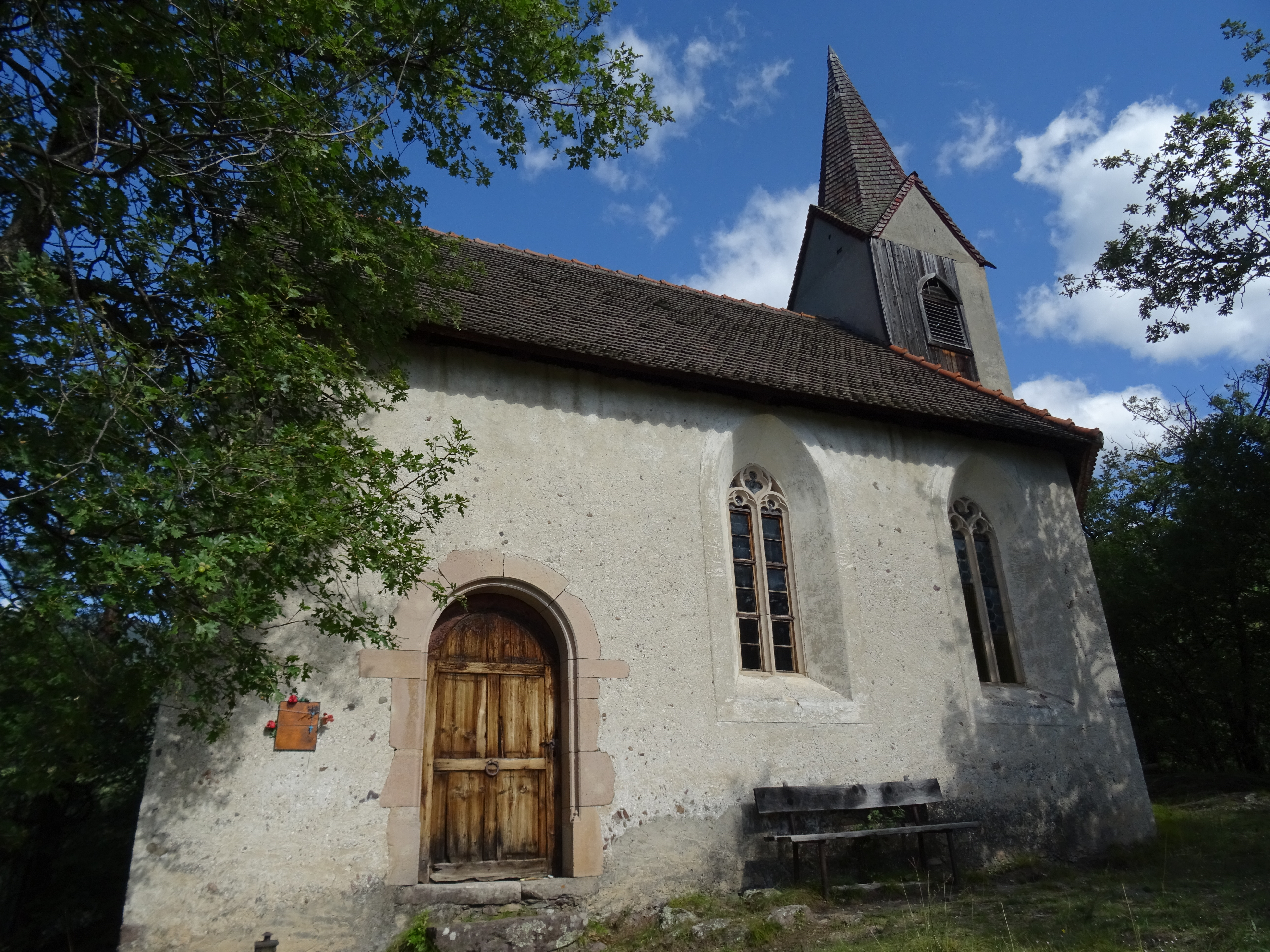
Vista laterale

La chiesa sorge sulla cima del monte San Giovanni (Johanneskofel), una solitaria rupe in porfido che sovrasta per centoventi metri la gola del Talvera; il sito, frequentato già in epoca preistorica, è raggiungibile tramite un sentiero pedonale che vi si inerpica. La costruzione mescola elementi tardogotici con altri tipicamente rinascimentali, come le mensole in navata.
L'ingresso in chiesa avviene dal fianco destro, sul quale si trovano anche due bifore traforate; una piccola finestra quadrangolare si apre nella facciata, mentre le altre pareti sono cieche. Il campanile, una semplice torretta cuspidata che si erge dal retro, contiene due campane, di cui la più antica coeva alla consacrazione della chiesa.
L'interno consta di un'unica navata conclusa da un'abside poligonale a tre lati, il tutto voltato a reticolo. L'altare contiene tre dipinti (nella mensa, nella predella e nell'ancona) riportanti scene della vita di Giovanni Battista: la pala è del 1623 e rappresenta il battesimo di Gesù, mentre il dipinto della mensa, opera di Ulrich Glantschnigg, raffigura la Madonna con Bambino e san Giovannino.